# Pylaemenes shirakii
Pylaemenes shirakii is een insect uit de orde Phasmatodea en de familie Heteropterygidae. De wetenschappelijke naam van deze soort is voor het eerst geldig gepubliceerd in 2013 door Ho & Brock.